# Jigme Namgyel Wangchuck
Titre
Prince héritier du Bhoutan
Depuis le 5 février 2016
(9 ans, 1 mois et 9 jours)
Jigme Namgyel Wangchuck, né le 5 février 2016 à Thimphou, est le prince héritier du Bhoutan et le premier fils issu du mariage entre le roi Jigme Khesar Namgyel Wangchuck et Jetsun Pema.

## Biographie
Le premier fils du roi Jigme Khesar Namgyel Wangchuck, issu de son mariage avec Jetsun Pema, naît le 5 février 2016 au palais de Lingkana, à Thimphou (Bhoutan),. Il est appelé Gyalsey (en français ; « le prince ») jusqu'au 16 avril 2016, date à laquelle son nom, Jigme Namgyel Wangchuck, est officiellement annoncé. Pour célébrer sa naissance, 108 000 arbres sont plantés par des milliers de volontaires au Bhoutan.  Son frère cadet, le prince Jigme Ugyen Wangchuck naît le 19 mars 2020. 

## Activités officielles
Le 4 juin 2022, alors âgé de 6 ans, il effectue son premier engagement officiel seul. Il a alors inauguré un fab lab, à son nom. Le 21 février 2023, il accomplit son second engagement solo, où il a lancé le "Bhoutan NDI" (un nouveau système d'identité, permettant aux citoyens d'accéder et de contrôler leurs informations de manière sécurisé). Il devient alors le premier citoyen numérique du pays.  
Il assiste également à la fête nationale du Bhoutan depuis 2017. Il accompagne également régulièrement ses parents lors d'évènements officiels. 

## Titulature
- depuis le 5 février 2016 : Son Altesse Royale le prince héritier [Druk Gyalsey, « prince-dragon »][9]  (naissance).